# 泊头西站
泊头西站位于中华人民共和国河北省沧州市泊头市洼里王镇北马庄村与张六指村之间，是石衡沧港城际铁路上的中间站之一，车站布置为2台6线（含正线），到发线有效长度满足650m，设岛式站台两座，站房面积为4789平方米，同时也是该铁路在泊头段的设立三个车站之一（另两个车站为交河站、文庙站）。目前，该站正在建设中。

## 车站历程
2018年5月2日，河北省发展和改革委员会以《河北省发展和改革委员会关于新建石衡沧港城际铁路衡黄段核准的批复》批准了石衡沧港城际铁路设立泊头西站。
2020年9月27日，中铁六院城建院以“千年水涟漪，古驿谱新歌”为设计理念，设计了泊头西站站房，站房规模8000平方米（暂定），线侧下式站房，站场规模两台六线，最高聚集人数300人。
2024年12月，国铁集团工管中心通过石衡沧港城际铁路站后、站房及相关工程施工图的审核，为泊头西站站后及站房工程开展施工招标打下基础。
2025年1月16日，新建石衡沧港城际铁路衡黄段站后、站房及相关工程施工总价承包资格预审公告发布，公示泊头西站站房规模微4789平方米。